# Ахмат Тауер
Ахма́т Та́уер — 102-поверховий хмарочос, висота якого складає 435 метрів. Знаходиться на стадії будівництва. Розташований у центральній частині міста Грозного, на берегу річки Сунжи.

## Проєкт
Планується, що Ахмат-Тауер має перевершити московський хмарочос «Федерація» та стати найбільшою багатоповерховою будівлею в Росії та Європі. Хмарочос названий на честь президента Чечні Ахмата Кадирова. Будівництво здійснюється на приватні інвестиції, вказується, що "не було забрано жодної копійки з бюджету". Будівля вважатиметься першою в Європі, яка побудована в зоні сейсмічної активності.
За виглядом хмарочос нагадує вайнахські середньовічні сторожеві вежі. Будівля висотою 435 метрів і загальною площею 261 679 м² розташується на ділянці площею 12,5 га. Планується, що в Ахмат-Тауері будуть офіси, готель, ресторани, банкетні й конференц-зали, фітнес-центр із басейном, спа-комплекс, житлові апартаменти й резиденції а також музейно-виставковий центр імені Ахмата Кадирова.

## Архітектори
Управління будівництвом здійснює московська група компаній «Смарт». Архітектором є американська компанія Adrian Smith + Gordon Gill Architecture, яка спеціалізується на проєктуванні висотних будівель, конструктор – американська компанія Thornton Tomasetti, генеральний проєктувальник – ЗАТ «Горпроект».

## Історія
Підготовка до будівництва розпочалася в січні 2016 року. До вересня 2016 року було завершено роботи з улаштування фундаменту хмарочоса.